# Stuurbekrachtiging
Stuurbekrachtiging of servo-stuur is een hydraulisch of elektrisch werkend mechaniek in de stuurinrichting van veel voertuigen, bedoeld om met minder krachtsinspanning te kunnen sturen: bij het sturen kan een krachtreductie plaatsvinden van bijvoorbeeld 1:3. 
Als een bestuurder een moment van 60 Nm moet uitoefenen zonder stuurbekrachtiging, dan hoeft hij in het voorbeeld hierboven de stuurbekrachtiging nog maar 20 Nm aan draaikracht te leveren. De (auto)ontwerper kan dit voordeel ook omgekeerd benutten: hij kiest dan een andere overbrengingsverhouding voor de tandwielen in het stuurhuis. De bestuurder moet dan wel weer iets zwaarder draaien, maar hoeft het stuur voor de krapste draai nog maar één in plaats van anderhalf keer te draaien.

## Werking
Het stuurhuis van een hydraulische stuurbekrachtiging bevat een tweezijdige zuiger die met stangen verbonden zijn aan de wielen. Aan de automotor zit een oliepomp die met een riem vanaf de krukas wordt aangedreven en olie onder druk vanuit een olietank naar het stuurhuis pompt. Het stuurwiel regelt via een klep in het stuurhuis de hoeveelheid olie die naar de zuigers wordt gestuurd die uiteindelijk de wielen naar links en rechts doen bewegen. De olie komt vanuit het stuurhuis weer terug in het reservoir.
Bij rechtuitrijden of een kleine stuuruitslag stroomt de meeste olie via een omleiding. Het alternatief zou zijn om de pomp pas te starten als het stuur beweegt, maar het is onmogelijk om dit snel genoeg te doen. Dit geldt ook voor modernere systemen waar de pomp niet rechtstreeks door de motor maar door een elektromotortje wordt aangedreven; daarom gebruiken de nieuwste systemen helemaal geen hydrauliek meer: een elektrische bekrachtiging kan in milliseconden op gang komen. Volgens fabrikanten levert het overstappen naar een elektrisch systeem zelfs een brandstofbesparing tot vijf procent op.

## Nadelen
- De pomp van hydraulische bekrachtiging loopt ook bij rechtuit rijden met de motor mee en verbruikt op die manier vermogen en dus brandstof. Een elektrisch systeem verbruikt energie die uiteindelijk door de dynamo en dus ook door de motor geleverd wordt. Volledig elektrische systemen zijn echter zuiniger doordat ze alleen stroom gebruiken als er gestuurd wordt.
- Een volledig hydraulisch systeem kent veel onderdelen die aan de distributiezijde van de motor zitten, waar ook al de dynamo, rembekrachtiging en airco zitten. Dat maakt het systeem kwetsbaar en kost gewicht en ruimte.
- Door (te)veel bekrachtiging neemt het gevoel in het stuur af, wat "sportieve" bestuurders als een nadeel ervaren.
- Het stuur kan ook verdraaid worden als de motor loopt en de auto stilstaat, wat tot slijtage van de banden en de stuurinrichting kan leiden.

## Geregelde bekrachtiging
In sommige auto's verandert de hoeveelheid bekrachtiging afhankelijk van de snelheid van de auto: licht sturen bij het parkeren, een goed stuurgevoel op hoge snelheid. Dit wordt meestal bewerkstelligd door een elektrisch bediende klep die de opbrengst van de pomp regelt. Een elektronische regeleenheid regelt op zijn beurt de klep. Sommige systemen doen dit alles echter volledig mechanisch.
Volledig elektrische systemen kunnen door elektronica met veel meer factoren rekening houden. Zo zijn er systemen die de bekrachtiging variëren met de stuuruitslag, en het is ook heel goed denkbaar om rekening te houden met de wensen van de bestuurder: een bodybuilder bijvoorbeeld heeft nu eenmaal andere wensen dan een coureur, pianist of gehandicapte. Zo kan bijvoorbeeld de neiging van het stuur om terug te keren naar de rechtuitstand, de terugloop, apart ingesteld worden. De Fiat Punto kent een schakelaar waarmee het parkeren vingerlicht gaat. BMW combineert in zijn X3 en 5-serie de stuurbekrachtiging met een extra setje planetaire tandwielen waardoor een elektromotortje de overbrengingsverhouding voortdurend aanpast. Een vaste overbrengingverhouding is altijd een compromis: ongewenst is dat de auto op de snelweg nerveus aanvoelt, dus een vrij grote stuuruitslag moet weinig reactie geven. Dat betekent ook bij het parkeren extra draaien. Door zowel kracht als overbrenging voortdurend aan te passen aan snelheid, stuuruitslag en aandrijfkrachten hoopt men een natuurlijk aanvoelend stuur te combineren met prettig parkeren. Het is zelfs mogelijk om de besturing op het ene moment het gevoel van een racewagen te geven en op het andere moment van een scheepsroer.